# Barakaldo

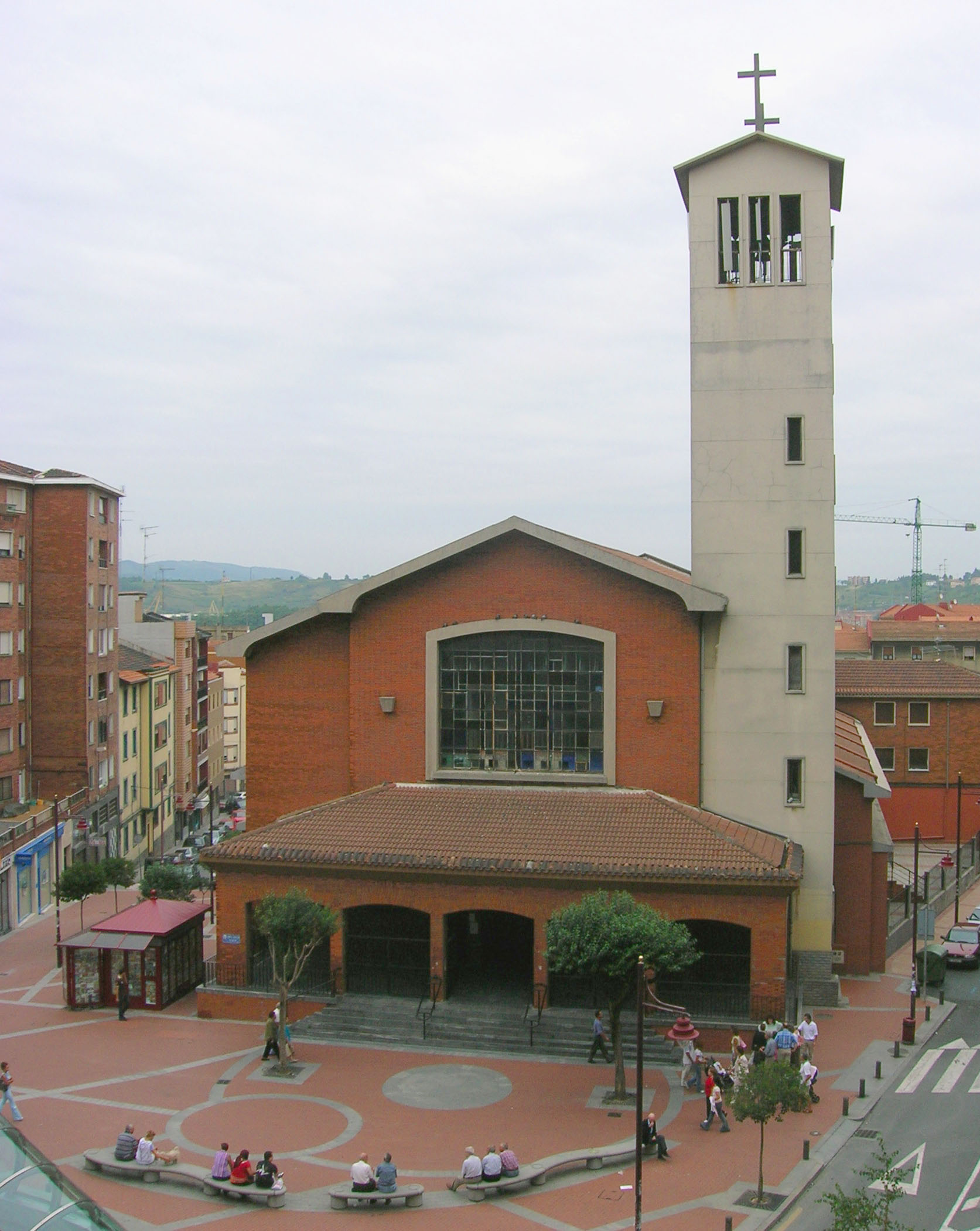
Kościół Św. Teresy w Barakaldo

Barakaldo (Baracaldo) – miasto w północnej Hiszpanii w Kraju Basków nad Zatoką Biskajską. Wchodzi w skład zespół miejskiego Bilbao (Gran Bilbao).
Miasto jest dużym ośrodkiem hutnictwa żelaza. Dominuje przemysł maszynowy i chemiczny. Jest w nim port handlowy i stacja kolejowa Barakaldo.